# Erigorgus procerus
Erigorgus procerus là một loài tò vò trong họ Ichneumonidae.